# Мировой Гран-при по волейболу 2001
9-й розыгрыш Гран-при — международного турнира по волейболу среди женских национальных сборных — прошёл с 3 по 26 августа 2001 года в 6 городах 4 стран с участием 8 команд. Финальный этап был проведён в Макао (Китай). Победителем турнира во второй раз в своей истории стала сборная США.

## Команды-участницы
Россия, Германия — по результатам мирового рейтинга среди команд CEV;
Китай, Япония, Южная Корея — по результатам мирового рейтинга среди команд AVC;
США, Куба — по результатам мирового рейтинга среди команд NORCECA;
Бразилия — по результатам мирового рейтинга среди команд CSV.

## Система проведения розыгрыша
На предварительном этапе 8 команд-участниц выступали по туровой системе. В каждом туре (всего их было три) команды делились на четвёрки и проводили в них однокруговые турниры. Все результаты шли в общий зачёт. Согласно мест, занятых командами на предварительном этапе, все сборные были распределены на две группы финального этапа.
В играх финального этапа, состоявшего из группового раунда и плей-офф, участвовали все 8 команд.

## Предварительный этап
3—19 августа

### Турнирная таблица
| М | Команда     | И | В | П | С/П   | О  |
| - | ----------- | - | - | - | ----- | -- |
| 1 | Китай       | 9 | 8 | 1 | 24:10 | 17 |
| 2 | США         | 9 | 6 | 3 | 21:14 | 15 |
| 3 | Бразилия    | 9 | 6 | 3 | 21:18 | 15 |
| 4 | Россия      | 9 | 5 | 4 | 20:13 | 14 |
| 5 | Япония      | 9 | 5 | 4 | 19:14 | 14 |
| 6 | Куба        | 9 | 4 | 5 | 17:19 | 13 |
| 7 | Южная Корея | 9 | 1 | 8 | 9:24  | 10 |
| 8 | Германия    | 9 | 1 | 8 | 7:26  | 10 |

### 1-й тур
3—5 августа

#### Группа А
Супханбури
3.08: Россия — Германия 3:0 (25:17, 25:18, 25:21); Южная Корея — США 3:0 (25:17, 25:23, 25:23).
4.08: США — Германия 3:0 (28:26, 25:19, 25:16); Россия — Южная Корея 3:0 (25:23, 25:12, 25:13).
5.08: Германия — Южная Корея 3:2 (25:19, 22:25, 25:23, 20:25, 22:20); США — Россия 3:0 (25:23, 25:23, 25:17).

#### Группа В
Гонконг
3.08: Япония — Китай 3:0 (25:19, 30:28, 25:23); Бразилия — Куба 3:2 (16:25, 25:18, 22:25, 25:13, 15:7).
4.08: Япония — Куба 3:1 (25:23, 16:25, 25:16, 25:21); Китай — Бразилия 3:2 (26:28, 26:24, 25:22, 27:29, 15:8).
5.08: Япония — Бразилия 3:0 (25:21, 26:24, 25:17); Китай — Куба 3:0 (25:20, 25:17, 25:22).

### 2-й тур
10—12 августа

#### Группа С
Харбин
10.08: Китай — Япония 3:1 (21:25, 25:17, 25:11, 25:19); Бразилия — Германия 3:2 (25:20, 27:25, 17:25, 22:25, 15:8).
11.08: Китай — Германия 3:0 (25:22, 26:24, 25:17); Бразилия — Япония 3:1 (18:25, 25:23, 25:18, 28:26).
12.08: Япония — Германия 3:1 (27:25, 25:17, 26:28, 25:22); Китай — Бразилия 3:1 (25:21, 25:18, 23:25, 25:15).

#### Группа D
Фэншань
10.08: Россия — Южная Корея 3:0 (25:22, 25:23, 25:16); Куба — США 3:2 (25:17, 22:25, 21:25, 25:23, 15:11).
11.08: США — Россия 3:2 (25:20, 17:25, 25:22, 20:25, 15:13); Куба — Южная Корея 3:1 (25:20, 25:27, 25:17, 25:18).
12.08: США — Южная Корея 3:2 (28:26, 23:25, 25:19, 19:25, 15:8); Куба — Россия 3:1 (16:25, 25:22, 26:24, 25:22).

### 3-й тур
17—19 августа

#### Группа Е
Харбин
17.08: Куба — Германия 3:0 (25:19, 25:23, 25:23); Китай — США 3:1 (25:18, 22:25, 25:16, 25:14).
18.08: Китай — Германия 3:1 (25:19, 18:25, 25:19, 25:22); США — Куба 3:1 (25:18, 27:25, 24:26, 25:18).
19.08: США — Германия 3:0 (25:22, 25:19, 25:19); Китай — Куба 3:1 (25:23, 25:10, 23:25, 28:26).

#### Группа F
Токио
17.08: Бразилия — Южная Корея 3:1 (25:19, 18:25, 25:20, 25:19); Россия — Япония 3:1 (23:25, 25:22, 25:18, 33:31).
18.08: Россия — Южная Корея 3:0 (25:21, 25:14, 25:15); Бразилия — Япония 3:1 (25:19, 25:16, 20:25, 25:18).
19.08: Бразилия — Россия 3:2 (15:25, 25:22, 25:22, 22:25, 15:11); Япония — Южная Корея 3:0 (25:20, 25:22, 25:20).

## Финальный этап
22—26 августа.  Макао.

### Групповой раунд

#### Группа G
| М | Команда  | 1   | 2   | 3   | 4   | И | В | П | С/П | О |
| - | -------- | --- | --- | --- | --- | - | - | - | --- | - |
| 1 | Россия   |     | 3:1 | 3:2 | 3:0 | 3 | 3 | 0 | 9:3 | 6 |
| 2 | Китай    | 1:3 |     | 3:2 | 3:0 | 3 | 2 | 1 | 7:5 | 5 |
| 3 | Япония   | 2:3 | 2:3 |     | 3:1 | 3 | 1 | 2 | 7:7 | 4 |
| 4 | Германия | 0:3 | 0:3 | 1:3 |     | 3 | 0 | 3 | 1:9 | 3 |

22.08: Россия — Япония 3:2 (25:22, 25:14, 19:25, 21:25, 15:7); Китай — Германия 3:0 (25:20, 26:24, 25:18).
23.08: Россия — Германия 3:0 (25:15, 25:16, 25:13); Китай — Япония 3:2 (25:10, 26:24, 22:25, 25:27, 15:10).
24.08: Япония — Германия 3:1 (25:21, 25:19, 18:25, 25:23); Россия — Китай 3:1 (25:20, 25:22, 23:25, 25:18).

#### Группа H
| М | Команда     | 1   | 2   | 3   | 4   | И | В | П | С/П | О |
| - | ----------- | --- | --- | --- | --- | - | - | - | --- | - |
| 1 | Куба        |     | 3:0 | 3:2 | 3:0 | 3 | 3 | 0 | 9:2 | 6 |
| 2 | США         | 0:3 |     | 3:1 | 3:1 | 3 | 2 | 1 | 6:5 | 5 |
| 3 | Бразилия    | 2:3 | 1:3 |     | 3:0 | 3 | 1 | 2 | 6:6 | 4 |
| 4 | Южная Корея | 0:3 | 1:3 | 0:3 |     | 3 | 0 | 3 | 1:9 | 3 |

22.08: Куба — Бразилия 3:2 (25:21, 27:29, 25:22, 21:25, 17:15); США — Южная Корея 3:1 (27:25, 18:25, 25:16, 25:14).
23.08: Куба — США 3:0 (26:24, 25:13, 25:20); Бразилия — Южная Корея 3:0 (25:20, 25:19, 27:25).
24.08: Куба — Южная Корея 3:0 (25:22, 25:17, 25:15); США — Бразилия 3:1 (31:29, 23:25, 25:13, 25:20).

### Классификационные матчи
Матч за 7-е место. 25.08. Южная Корея — Германия 3:1 (23:25, 25:21, 25:20, 25:18).
Матч за 5-е место. 25.08. Бразилия — Япония 3:2 (22:25, 19:25, 25:23, 25:11, 15:8).

### Плей-офф

#### Полуфинал
25 августа
США — Россия 3:2 (25:22, 28:26, 21:25, 25:27, 15:9).
Китай — Куба 3:1 (18:25, 25:21, 25:22, 25:23).

#### Матч за 3-е место
26 августа
Россия — Куба 3:0 (25:18, 25:11, 25:20).

#### Финал
26 августа
США — Китай 3:1 (26:28, 25:20, 25:21, 25:11).

## Итоги

### Положение команд
| США            |
| Китай          |
| Россия         |
| 4. Куба        |
| 5. Бразилия    |
| 6. Япония      |
| 7. Южная Корея |
| 8. Германия    |

### Призёры
США: Робин А Моу, Даниэль Скотт, Хизер Боун, Николь Бранах, Сара Батлер, Терезе Кроуфорд, Тара Кросс-Бэттл, Сара Норьега, Элизабет Бахман, Стэйси Сикора, Карлен Тагалоа, Логан Том. Главный тренер — Тосиаки Ёсида.
  Китай: Чжан Цзин, Фэн Кунь, Ян Хао, Лю Яньань, Ву Юнмэй, Ли Шань, Чжоу Сухун, Чжао Жуйжуй, Чжан Юэхун, Чэнь Цзин, Сун Нина, Сюн Цзы. Главный тренер — Чэнь Чжунхэ.
  Россия: Ольга Поташова, Наталья Морозова, Елена Тюрина, Любовь Шашкова, Елена Година, Евгения Артамонова, Елизавета Тищенко, Елена Василевская, Екатерина Гамова, Татьяна Грачёва, Инесса Саргсян, Елена Плотникова (в матчах предварительного этапа также играла Анастасия Беликова). Главный тренер — Николай Карполь

### Индивидуальные призы
MVP:  Даниэль Скотт
Лучшая нападающая:  Елизавета Тищенко
Лучшая блокирующая:  Даниэль Скотт
Лучшая на подаче:  Сойла Баррос
Лучшая в защите:  Стэйси Сикора
Лучшая связующая:  Робин А Моу
Лучшая на приёме:  Елена Тюрина
Самая результативная:  Даниэль Скотт